# Polača (żupania zadarska)
Polača – wieś w Chorwacji, w żupanii zadarskiej, w gminie Polača. W 2011 roku liczyła 1057 mieszkańców.